# فيديريكو ماراشي
فيديريكو ماراشي (بالإيطالية: Federico Maracchi)‏ (5 يونيو 1988 بترييستي في إيطاليا - ) هو لاعب كرة قدم إيطالي في مركز الوسط. لعب مع نادي تريستينا ونادي تريفيزو ونادي فينيزيا وASD Polisportiva Tamai ‏ وASD Manzanese ‏.

## روابط خارجية
- فيديريكو ماراشي على موقع قاعدة بيانات كرة القدم.إي يو (الإنجليزية)
- فيديريكو ماراشي على موقع عالم كرة القدم.نت (الإنجليزية)